# Adolfo Targioni Tozzetti
Pour les articles homonymes, voir Targioni Tozzetti.
Adolfo Targioni Tozzetti est un entomologiste italien, né le 13 février 1823 à Florence et mort le 19 septembre 1902 dans cette même ville.

## Biographie
Adolfo Targioni Tozzetti enseigne la botanique puis la zoologie et l’anatomie comparée des invertébrés à l’institut d’études supérieures de Florence. Il dirige dès sa fondation la station d’entomologie agraire de cette même ville, la première structure de ce type en Europe.
Il contribue à la création de la Société entomologique d’Italie dont il est le premier président (de 1869 à 1895). Il fait paraître plus de 200 publications et s’intéresse notamment au phylloxera et aux Coccidae.

## Liste partielle des publications
- 1867  Studii sulle Cocciniglie. Memorie della Società Italiana di Scienze Naturali. Milano 3: 1-87.
- 1868 (separate), 1869. Introduzione alla seconda memoria per gli studi sulle cocciniglie, e catalogo dei generi e delle specie della famiglia dei coccidi. Atti della Società Italiana di Scienze Naturali 11: 721-738.
- 1876. [Mytilaspis flavescens sp. n., on orange and citron, Italy. (?=M. anguinus Boisd.).] (In Italian.) Annali di Agricoltura. (Ministero di Agricoltura, Industria e Commercio). Firenze, Roma 1876: 1-36.
- 1879. [Diaspis blankenhornii.] Bollettino della Società Entomologica Italiana, Firenze 1879: 17, 32.
- 1879. Notizie e indicazioni sulla malattia del pidocchio della vite o della fillossera (Phylloxera vastatrix).Roma. Tipografia Eredi Botta 1879 (Estratto da "Annali di Agricoltura" 1879.Num.11). In 8°,
- 1881. Relazione intorno ai lavori ma vaffanculo della R. Stazione di Entomologia Agraria di Firenze per gli anni 1877-78. Parte scientifica. Fam. coccidi. Annali di Agricoltura. Ministero di Agricoltura, Industria e Commercio, Firenze, Roma No. 34: 134-161.
- 1884. Relazione intorno ai lavori della R. Stazione di Entomologia Agraria di Firenze per gli anni 1879-80. Article V. - omotteri. (In Italian). Annali di Agricoltura. Ministero di Agricoltura, Industria e Commercio, Firenze, Roma 1884 Nos 86-89: 383-414.
- 1886. Sull'insetto che danneggia i gelsi. Rivista di Bachicoltura (1885) 18: 1-3.
- 1886. Sull'insetto che danneggia i gelsi. Bollettino della Società Entomologica Italiana 19: 184-186.
- 1891 Animali ed insetti del tabacco in erba e del tabacco secco. Con 100 figure intercalate e 3 tavole litografiche.  Firenze-Roma : Tip. dei fratelli Bencini.
- 1892. Aonidia blanchardi, nouvelle espèce de cochenille du dattier du Sahara. Mémoires de la Société Zoologique de France 5: 69-82.

## Sources
- Cesare Conci et Roberto Poggi (1996), Iconography of Italian Entomologists, with essential biographical data. Memorie della Società entomologica Italiana, 75 : 159-382.  (ISSN 0037-8747)

Ad.Targ.Tozz. est l’abréviation botanique standard de Adolfo Targioni Tozzetti.
Consulter la liste des abréviations d'auteur en botanique ou la liste des plantes assignées à cet auteur par l'IPNI, la liste des champignons assignés par MycoBank, la liste des algues assignées par l'AlgaeBase et la liste des fossiles assignés à cet auteur par l'IFPNI.